# .mobi
.mobi是已启用的计划域名，也是一个新的顶级域名。其源自於形容詞“mobile”。.mobi主要用途是给予无线设备的门户网站的域名，也是一种WAP设备的专用域名。.mobi在2005年6月11日通过了ICANN的认证，现在由mLTD管理。该域名项目是由Google, Microsoft, Nokia, Samsung, Ericsson, Vodafone, T-Mobile, Telefónica Móviles, Telecom Italia Mobile, Orascom Telecom, GSM Association , Hutchison Whampoa, Syniverse Technologies, Visa等公司赞助。2010年，Afilias收购了mLTD公司。